# Никола Тошков
 Тази статия е за българския общественик.  За неговия племенник инженер вижте Николай Тошкович.  
Никола Мирчов Тошков (на руски: Николай Миронович Тошков) е български търговец, дарител и общественик, прекарал по-голямата част от живота си в Руската империя.

## Биография
Никола Тошков е роден на 9 май 1816 година в Калофер във видния търговски род Тошкови . Брат е на Стефан Тошкович. През 1819 година цялата фамилия Тошкови се преселва в Одеса, където развиват мащабна търговия със зърно. Самият Никола Тошков живее постоянно в Одеса след 1833 година.
Като един от най-видните представители на българската общност в Одеса, Тошков развива активна обществена дейност. Той е сред основателите и ръководителите на Одеското българско настоятелство, подпомага финансово Тайния централен български комитет (ТЦБК) и Вътрешната революционна организация (ВРО) и видни революционери, като Георги Раковски, Панайот Хитов и Филип Тотю. Дарител е на училището в родния му Калофер, както и на девически училища в Пловдив, Сливен, Охрид, Битоля и Неврокоп, и подпомага много български ученици в Одеса, сред които Христо Ботев, Иван Богоров и Добри Чинтулов. Той е сред основателите и един от най-големите първоначални дарители на Българското книжовно дружество, днес Българска академия на науките.
През април 1867 година Никола Тошков е представител на българската общност в Одеса на събрание в Букурещ, на което е взето решение за изпращане на въоръжени чети в България. Той оглавява новосъздадения Одески комитет, който активно подпомага ТЦБК. Самият Тошков пътува до България през юни и юли във връзка с подготвяното въстание, след което организира купуването на няколко хиляди пушки от Белгия.
През есента на 1871 година Тошков контактува активно с ВРО, която снабдява с оръжие. Той води кореспонденция с Васил Левски, който се консултира с него по проекта за устав на организацията в навечерието на общото събрание на Българския революционен централен комитет. След смъртта на Левски Тошков продължава да подкрепя организацията, но е скептичен към плановете за изпращане на отделни чети в България без да е организирано въстание в самата страна.
Никола Тошков умира на 20 ноември 1874 година.
Женен е за Елена Димитриева.